# Episodi di Hex (prima stagione)
- La prima stagione di Hex è stata trasmessa dal network inglese Sky One a partire dal 17 ottobre 2004.

- In Italia, la prima stagione è stata trasmessa in prima visione dal 31 gennaio 2010 su Italia1

| nº | Titolo originale          | Titolo italiano                       | Prima TV UK      | Prima TV Italia |
| -- | ------------------------- | ------------------------------------- | ---------------- | --------------- |
| 1  | The Story Begins (Part 1) | L'inizio della storia (Prima parte)   | 17 ottobre 2004  | 31 gennaio 2010 |
| 2  | The Story Begins (Part 2) | L'inizio della storia (Seconda parte) | 17 ottobre 2004  | 31 gennaio 2010 |
| 3  | Life Goes On              | La vita va avanti                     | 24 ottobre 2004  | 31 gennaio 2010 |
| 4  | Deeper Into the Darkness  | Nel buio più profondo                 | 31 ottobre 2004  | 31 gennaio 2010 |
| 5  | Possession                | Possessione                           | 7 novembre 2004  | 7 febbraio 2010 |
| 6  | The Release               | La liberazione                        | 14 novembre 2004 | 7 febbraio 2010 |